# The Real Booty Babes
The Real Booty Babes – zespół dwóch osób zajmujących się tworzeniem muzyki z gatunku Hands up. Jako The Real Booty Babes pracują od 2004 roku. W skład projektu wchodzi Jens Ophälders (jego projekty to m.in. Rave Allstars oraz Jens O.) oraz Jens Kindervater, który pracuje również w Michael Mind. Ich dzieła wynikające ze współpracy jako TRBB są przyjmowane bardzo dobrze.

## Dyskografia

### Single[1]
- Booty Babes Vol. 2 (2004)
- Vol. 3 – Ready To Go (2004)
- Since You Been Gone E.P. (2005)
- Vol. 4 – Airport (2005)
- Vol. 5 – Since U Been Gone (2005)
- Meet Her At The Loveparade / It's A Fine Day (2006)
- Vol. 6 – It's A Fine Day (2006)
- Vol. 7 – 4 Ever (2006)
- Where Are You 2007 (z Paffendorf'em) (2006)
- Dance-mp3.de / 4Ever (2007)
- Smile (2007)
- Apologize (2008)
- I Kissed A Girl (2008)
- On & On (z Paffendorf'em) (2008)
- Played-A-Live (2008)
- Vol. 8 – Played-A-Live / Derb 08 (2008)
- Vol. 9 – I Kissed A Girl / Do Not Laugh (2008)
- Poker Face (2009)
- Vol. 10 – Poker Face / My Funky Tune (2009)
- Vol. 11 – 3 / Booty Clap (2009)
- 3 / Booty Clap (2010)
- Like A Lady / Rock (2010)
- Ain't No Party Like This (2017)

### Remiksy[1]
- Lacuna – Celebrate The Summer
- C-Bool – House Baby
- Alex Megane – Little Lies
- Diego – Soccer Rocker
- Phobos & Deimos – The Key, The Secret
- Pulsedriver – Vagabonds
- DJ Taylor & Flow – We Are Pussyshavers
- C-Bool – Would You Feel
- Tom Mountain – A Little Respect
- Cascada – A Never Ending Dream
- Apollo vs Mackenzie – All I Need 2006
- Club Scene Investigators – Direct Dizko
- An Active Trip – Flash In The Night
- Paffendorf – La La La Girl
- N-Euro – Lover On The Line
- Sidney – Nobody Move!
- Antares vs. Bigroom Society – Ride On A Meteorite
- 2-4 Grooves – The Way I Do
- Lazard – Your Heart Keeps Burning
- Rushroom Feat. Fara – Better Off Alone
- Jeckyll & Hyde – Freefall
- U.S. Test – 20 Years Later
- 2 Vibez – Just 4 You
- Hampenberg – Acid Disco Plastic Electro
- Geo Da Silva – Do It Like A Truck
- E-Type – True Believer
- Scandalous – In The Night
- Chemistry – We Are One 2008
- Picco – Yeke Yeke
- FTU presents Cream – You Came
- Skyla – Ayo Technology
- Frauenarzt & Manny Marc – Das Geht Ab! [Wir Feiern Die Ganze Nacht]
- Stunt – I'll Be There
- September – Until I Die
- Flip & Fill Feat Mr Vegas – Kokaine
- Picco – Walk On By
- Ocean Drive feat. DJ Oriska – Some People
- Lanfranchi & Marchesini – Boys & Girls
- Inna – Hot
- Picco – Venga
- Daruso – Since You Been Gone

### Albumy[1]
- Connected (2006)

### Projekty[1]
- Da Franco
- Delaforce
- H. Munsta
- Mad Donna
- Masters of Svenson